# Трубецкой, Николай Петрович
Князь Никола́й Петро́вич Трубецко́й (3 октября 1828 — 19 июля 1900) — русский музыковед и меценат из рода Трубецких. Действительный тайный советник (1865).
Председатель (1863—1876) Московского отделения Русского музыкального общества (с 1868 года — Императорское Русское музыкальное общество, ИРМО), член его дирекции (1862—1876, 1892—1900), соучредитель Московской консерватории.
Четвёртый сын генерала Петра Ивановича Трубецкого, внук фельдмаршала Петра Христиановича Витгенштейна, брат камергера Александра Петровича Трубецкого, дядя скульптора Павла Петровича Трубецкого, дальний родственник декабриста князя Сергея Петровича Трубецкого.

## Биография
Родился в имении Ахтырка Московской губернии, которое и унаследовал после смерти отца, но в 1879 году продал, чтобы выручить из долговой тюрьмы брата. Детство его прошло в московском доме, на Пресне в Леонтьевском переулке в доме № 18.
Воспитывался в Пажеском корпусе; выпущен в 1847 году из камер-пажей в коллежские секретари; с 24 мая 1849 года состоял на военной службе прапорщиком лейб-гвардии Преображенского полка; участвовал в военной Венгерской кампании. В бытность командования генерал-адъютанта А. Ф. Арбузова командующим запасными батальонами гвардейского пехотного корпуса был его адъютантом, затем — у генерал-адъютанта А. И. Барятинского, сменившего того на этой должности. Из полка был уволен капитаном в 1856 году.
В 1850-е годы, по воспоминаниям С. Д. Шереметева, переписывался с А. И. Герценом, чьи идеи оказали на него сильное влияние.
В 1860 году стал кандидатом в дирекцию московского отделения Русского музыкального общества. С 1862 года был известен как самый действенный содиректор московского отделения РМО и, в этом качестве, главнейший помощник Н. Г. Рубинштейна по учреждению консерватории в Москве, а также один из двух главных меценатов при её начале работы. Был произведён 31 января 1865 года в действительные статские советники.
В 1876 году Н. П. Трубецкой выбыл из состава дирекции вследствие назначения его калужским вице-губернатором. При этом он был избран почётным членом Московского отделения Императорского Русского музыкального общества как «лицо, особенно содействовавшее успеху музыкального искусства в России». В 1878 году награждён орденом Св. Владимира 3-й степени.
После возвращения в Москву, в 1887 году князь Н. П. Трубецкой был назначен Почётным опекуном в Ведомство учреждений императрицы Марии Фёдоровны. В Москве они были верхним слоем служилой знати. На него пали обязанности по заведованию  хозяйственной частью Елизаветинского института и с 1888 года Павловской больницей. В 1892 году вновь был избран в содиректоры Московского отделения ИРМО. Имел придворное звание гофмейстера. В отставку вышел в высоком чине действительного тайного советника. В апреле 1899 года получил орден Св. Александра Невского.
Умер в родовой усадьбе Лопухиных Меньшово Подольского уезда. Похоронен на кладбище Донского монастыря (вместе со второй супругой).

## Семья
1-я жена (с 20 января 1854 года): графиня Любовь Васильевна Орлова-Денисова (1828—1860), дочь графа Василия Васильевича Орлова-Денисова, героя Отечественной войны 1812 года. У неё были дети:
- Софья (1854—1936) — замужем за Владимиром Петровичем Глебовым (правнук — актёр Пётр Глебов)
- Георгий (26.12.1855—26.12.1855)[7], умер от недоноса.
- Пётр (1858—1911)
- Мария (1860—1926) — замужем за московским губернатором Григорием Ивановичем Кристи

2-я жена: Софья Алексеевна Лопухина (31 марта 1841 — 23 марта 1901), сестра судейского чиновника Александра Алексеевича Лопухина, дочь Алексея Александровича Лопухина, правнучка Юрия Александровича Нелединского-Мелецкого. Встреча с ней произошла на одном из московских концертов РМО. По словам современника, была высокого роста, очень красива, с чудными вьющимися волосами и с таким достоинством в лице, что всякий подходящий к ней чувствовал какое-то стеснение. Она сама лично готовила всех своих сыновей в гимназию и влияние её на них было громадное. В браке родились дети:
- Сергей (1862—1905)
- Евгений (1863—1920)
- Антонина (1864—1901) — замужем за Фёдором Дмитриевичем Самариным (1858—1916)
- Елизавета (1865—1935) — замужем за Михаилом Михайловичем Осоргиным
- Ольга (1867—1947)
- Мария (1868—1868)
- Варвара (1870—1933) — фрейлина, замужем за Геннадием Геннадиевичем Лермонтовым (1865—1908)
- Александра (1872—1925) — замужем за Михаилом Фёдоровичем Чертковым
- Григорий (1873—1930)
- Марина (1877—1924) — первая председательница общества Скрябина; замужем за кн. Николаем Викторовичем Гагариным